# Leighton, Alabama
Leighton là một thị trấn thuộc quận Colbert, tiểu bang Alabama, Hoa Kỳ. Dân số năm 2009 là 828 người, mật độ đạt 325 người/km².